# Paratriacanthodes herrei
Paratriacanthodes herrei är en fiskart som beskrevs av Myers 1934. Paratriacanthodes herrei ingår i släktet Paratriacanthodes och familjen Triacanthodidae. IUCN kategoriserar arten globalt som livskraftig. Inga underarter finns listade i Catalogue of Life.